# Verdi Europei - Green Italia
Verdi Europei - Green Italia è una lista formatasi per le elezioni europee del 2014 da Federazione dei Verdi e Green Italia. Quest'ultimo è un movimento ecologista fondato da Monica Frassoni, co-presidente del Partito Verde Europeo, per riunire personalità politiche e della società civile provenienti trasversalmente sia da sinistra che da destra ma accomunate da una posizione politica ecologista. Alla lista avrebbero dovuto aderire anche i Verdi del Sudtirolo/Alto Adige, che hanno però preferito aderire alla lista di sinistra L'Altra Europa con Tsipras.
Inizialmente esclusa per non aver raccolto le 30 000 firme necessarie per la candidatura in ciascuna delle cinque circoscrizioni italiane, la lista è stata successivamente riammessa alla competizione elettorale a seguito di provvedimento della Corte di cassazione che ha riconosciuto l'esenzione dall'obbligo di raccolta delle firme in quanto la lista è espressione del Partito Verde Europeo già presente nel Parlamento europeo. Tale sentenza ha aperto la strada a una nuova interpretazione della legge: i partiti europei vengono parificati a quelli italiani ai fini dell'esenzione dalla raccolta delle firme per la presentazione della lista. La lista ottiene lo 0,91% e non elegge rappresentanti.

## Risultati elettorali
| Elezione     | Voti    | %    | Seggi  |
| ------------ | ------- | ---- | ------ |
| Europee 2014 | 250 102 | 0,91 | 0 / 73 |